# Liste der denkmalgeschützten Objekte in Sankt Peter-Freienstein
Die Liste der denkmalgeschützten Objekte in Sankt Peter-Freienstein enthält die 13 denkmalgeschützten, unbeweglichen Objekte der Gemeinde Sankt Peter-Freienstein im steirischen Bezirk Leoben.

## Denkmäler
| Foto |                 | Denkmal | Standort                                                 | Beschreibung | Metadaten |
| ---- | --------------- | --- | -------------------------------------------------------- | --- | --- |
| ja   | Datei hochladen | Ehem. Kalkwerk HERIS-ID: 75588 Objekt-ID: 89086 | Schulstraße 10a Standort KG: Hessenberg                  | Restliche Gebäude und Anlagen eines im 19. Jahrhundert entstandenen Kalksteinbruches mit mehreren Kalköfen, der im 20. Jahrhundert eingestellt wurde. Gelände und Gebäude werden heute für den Fuhrpark der Gemeinde und für das Feuerwehrrüsthaus genutzt. | BDA-Hist.: Q38139642 Status: § 2a Stand der BDA-Liste: 2025-06-30 Name: Ehem. Kalkwerk GstNr.: .40 |
| ja   | Datei hochladen | Prähistorische Höhensiedlung am Kulm bei Trofaiach HERIS-ID: 59698 Objekt-ID: 71224                                                                         | Kapelleiten Standort KG: Hessenberg                      | Von zirka 900 bis 700 v. Chr. befand sich auf dem Kulm eine urnenfelderzeitliche Siedlung, in der schätzungsweise 200 bis 300 Menschen wohnten. Der Siedlungsbereich erstreckt sich über die Gemeinden Sankt Peter-Freienstein und Trofaiach. | BDA-Hist.: Q38088339 Status: Bescheid Stand der BDA-Liste: 2025-06-30 Name: Prähistorische Höhensiedlung am Kulm bei Trofaiach GstNr.: 188/1 |
| ja   | Datei hochladen | Kath. Filialkirche, Wallfahrtskirche Maria Sieben Schmerzen m. Befestigungs- u. Toranlage m. Brücke sowie Hl. Grab-Kapelle HERIS-ID: 75579 Objekt-ID: 89076 | Freiensteinweg 7 Standort KG: St. Peter-Freienstein      | Die Wallfahrtskirche „Maria Sieben Schmerzen auf Freienstein“ wurde um 1662 von den Leobener Jesuiten auf dem Platz und den Resten der ehemalige Grafschaftsburg Leoben (später Freienstein genannt) errichtet. | BDA-Hist.: Q15134321 Status: § 2a Stand der BDA-Liste: 2025-06-30 Name: Kath. Filialkirche, Wallfahrtskirche Maria Sieben Schmerzen m. Befestigungs- u. Toranlage m. Brücke sowie Hl. Grab-Kapelle GstNr.: .10/1, 47, .10/2, .11/1, 252 Wallfahrtskirche Maria Freienstein |
| ja   | Datei hochladen | Herrenhaus des ehem. Jandl'schen Blechhammers HERIS-ID: 75583 Objekt-ID: 89081                                                                              | Gmeingrube 1 Standort KG: St. Peter-Freienstein          | 1817 erbaute Andreas Töpper mit seinem Schwager Mathias Jandl eine Blechwalzfabrik. 1908 wurde das Werk von Carl Cosack in eine Papier- und Pappenfabrik umgebaut, die 1927 geschlossen wurde. Die Fabrikanlage wurde weitgehend abgerissen und teilweise in Wohnungen umgebaut. | BDA-Hist.: Q38139617 Status: Bescheid Stand der BDA-Liste: 2025-06-30 Name: Herrenhaus des ehem Jandl'schen Blechhammers GstNr.: .2/1 |
| ja   | Datei hochladen | Arbeiterwohnhaus des ehem. Jandl'schen Blechhammers HERIS-ID: 75584 Objekt-ID: 89082                                                                        | Gmeingrube 3 Standort KG: St. Peter-Freienstein          | Arbeiterwohnhaus für das Blechwalzwerk und die spätere Pappefabrik in der Gmeingrube | BDA-Hist.: Q38139630 Status: Bescheid Stand der BDA-Liste: 2025-06-30 Name: Arbeiterwohnhaus des ehem. Jandl'schen Blechhammers GstNr.: .1 |
| ja   | Datei hochladen | Schloss Friedhofen HERIS-ID: 37411 Objekt-ID: 36548 | Hammergasse 2 Standort KG: St. Peter-Freienstein         | Wuchtiger einstöckiger quadratischer Bau mit Ecktürmen und einem Glockenturm. Wer das Schloss erbaut hat und wann es erbaut wurde, ist unbekannt. 1530 erwarb es Siegmund Freiherr von Herberstein. 1856 kam es an den Leobener Bürger Anton Krempl, dessen Nachkommen (Familie Aubell) noch heute Schlosseigentümer sind. | BDA-Hist.: Q37975481 Status: Bescheid Stand der BDA-Liste: 2025-06-30 Name: Schloss Friedhofen GstNr.: .47/3 Schloss Friedhofen (Sankt Peter-Freienstein) |
| ja   | Datei hochladen | Sog. Steinhaus HERIS-ID: 205519 Objekt-ID: 89074seit 2017                                                                                                   | Traidersbergstraße 2 Standort KG: St. Peter-Freienstein  | | BDA-Hist.: Q38139574 Status: Bescheid Stand der BDA-Liste: 2025-06-30 Name: Sog. Steinhaus GstNr.: .28, .29 |
| ja   | Datei hochladen | Kath. Pfarrkirche St. Peter und Kirchhof HERIS-ID: 75576 Objekt-ID: 89073                                                                                   | Traidersbergstraße 18 Standort KG: St. Peter-Freienstein | Über die Gründung der Kirche gibt es keine Dokumente. 1188 wird sie von Herzog Otakar IV dem Kloster Admont verliehen. In den folgenden Jahrhunderten war sie bis 1892 häufig eine Filialkirche von Trofaiach. | BDA-Hist.: Q38139562 Status: § 2a Stand der BDA-Liste: 2025-06-30 Name: Kath. Pfarrkirche St. Peter und Kirchhof GstNr.: .43, 117 Pfarrkirche Sankt Peter-Freienstein |
| ja   | Datei hochladen | Wasserreservoir Donawitz HERIS-ID: 73173 Objekt-ID: 86459                                                                                                   | Vordernberger Straße Standort KG: St. Peter-Freienstein  | → Hauptartikel : Wasserreservoir Donawitz f1 | BDA-Hist.: Q55215828 Status: § 2a Stand der BDA-Liste: 2025-06-30 Name: Wasserreservoir Donawitz GstNr.: 184/3 Wasserreservoir Donawitz |
| ja   | Datei hochladen | Kreuzkapelle HERIS-ID: 75580 Objekt-ID: 89078 | Standort KG: St. Peter-Freienstein                       | Die 1672 erbaute Kreuzigungsgruppe-Kapelle hat eine zweiflügelige Holztüre und ein Schmiedeeisengitter. Sie enthält eine monumentale spätgotische Kreuzigungsgruppe, bestehend aus Christus am Kreuz und den Statuen von Maria und Johannes, die um das Jahr 1515 datiert wird. Die Figuren sind aus Holz mit Bemalung. An den Seitenwänden befindet sich je ein Gemälde. | BDA-Hist.: Q38139594 Status: § 2a Stand der BDA-Liste: 2025-06-30 Name: Kreuzkapelle GstNr.: .11/2 |
| ja   | Datei hochladen | Nischen- /Kapellenbildstock HERIS-ID: 87394 Objekt-ID: 101795                                                                                               | Standort KG: St. Peter-Freienstein                       | Kapelle im Bereich der Wallfahrtskirche Maria-Freienstein, in der der heilige Dismas dargestellt wird. | BDA-Hist.: Q37719776 Status: § 2a Stand der BDA-Liste: 2025-06-30 Name: Nischen- /Kapellenbildstock GstNr.: 232/28 |
| ja   | Datei hochladen | Schlossanlage Freienstein HERIS-ID: 70830 Objekt-ID: 83969                                                                                                  | Schloßweg 2, 3, 4 Standort KG: Tollinggraben             | 1635 wird der ehemalige Velnhof zum Unterschied zur verfallenen Burg Freienstein „Neuschloß Freienstein“ genannt. 1652 kommt der Hof gemeinsam mit der Burgruine an die Leobner Jesuiten, die ihn ausbauen und von hier aus die Herrschaft Freienstein verwalten. Nach Aufhebung des Jesuitenordens 1773 übernimmt der Staat den Besitz. In den folgenden Jahrzehnten gibt es eine Reihe meist adeliger Besitzer. Nach 2000 wurden die Gebäude in Wohnungen umgebaut, die vermietet werden. | BDA-Hist.: Q38126084 Status: Bescheid Stand der BDA-Liste: 2025-06-30 Name: Schlossanlage Freienstein GstNr.: .52/1, .52/2, .52/3 Schloss Freienstein (Sankt Peter-Freienstein)                                                                                            |
| ja   | Datei hochladen | Ansitz Tollinghof HERIS-ID: 42730 Objekt-ID: 43321 | Tollinggraben 2 Standort KG: Tollinggraben               | Reste eines mittelalterlichen Wehrhofes, der 1160 erstmals urkundlich genannt wurde. | BDA-Hist.: Q38003372 Status: Bescheid Stand der BDA-Liste: 2025-06-30 Name: Ansitz Tollinghof GstNr.: .47/1 Ansitz Tollinghof |

## Ehemalige Denkmäler
| Foto |                 | Denkmal                                            | Standort                                                | Beschreibung | Metadaten                                                                                    |
| ---- | --------------- | -------------------------------------------------- | ------------------------------------------------------- | --- | -------------------------------------------------------------------------------------------- |
| ja   | Datei hochladen | Pfarrhof HERIS-ID: 87395 Objekt-ID: 101796bis 2020 | Traidersbergstraße 3 Standort KG: St. Peter-Freienstein | Der Pfarrhof ist ein Teil des Gebäudekomplexes Steinhaus. Im Steinhaus war von 1188 bis 1848 das Landgericht für die weitere Umgebung untergebracht, das für die hohe Gerichtsbarkeit, also auch für die Verhängung von Todesstrafen, zuständig war. Im Bereich von St. Peter Freienstein befanden sich vier Galgen. | BDA-Hist.: Q37719779 Status: § 2a Stand der BDA-Liste: 2020-02-29 Name: Pfarrhof GstNr.: .29 |